# Mascara Dorada
Mascara Dorada (* 3. November 1988 in Guadalajara, Mexiko) ist ein mexikanischer Wrestler. Er ist derzeit Free Agent.

## Wrestling-Karriere

### Consejo Mundial de Lucha Libre (2005–2016)
Er gab sein professionelles Wrestling-Debüt am 14. Juli 2005, nachdem er zuvor mit Gran Cochisse und El Satánico trainiert hatte. Seine anfängliche Ringpersönlichkeit war Plata II, eine Kopie des ursprünglichen Plata, der Anfang bis Mitte der 1990er Jahre rang. Als Metalik arbeitete er hauptsächlich für die Guadalajara-Niederlassung von Consejo Mundial de Lucha Libre (CMLL) und sammelte Erfahrung auf lokaler Ebene. Am 13. April 2008 entschieden die CMLL-Booker, dass El Depredador von Metalik besiegt werden sollte, damit letzterer Occidente Welterweight Champion werden konnte. Ungefähr einen Monat später gewann Metalik sein erstes Luchas-de-Apuestas-Match. Metalik nahm 2008 am Torneo Gran Alternativa teil, bei dem sich ein Neuling mit einem Veteranen zusammenschließt. Zusammen mit Dos Caras Jr. erreichte er das Finale, in dem er gegen Último Guerrero und Dragón Rojo Jr. verlor. Über die Zeit gewann er diverse Titel in Mexiko.

### New Japan Pro-Wrestling (2010–2016)
Im Mai 2010 reiste er, jetzt unter dem Ringnamen Máscara Dorada, mit Valiente nach Japan, um am ersten Super J Tag-Team-Turnier von New Japan Pro-Wrestling (NJPW) teilzunehmen. Die beiden schieden bereits in der ersten Runde aus. Über die Zeit hatte er vereinzelte Auftritte, bis er schließlich 2015 einen Vertrag bei NJPW unterschrieb. 2015 gewann er zusammen mit Atlantis das Fantastica Mania Tag Tournament. Danach folgten verschiedene Titelkämpfe, welche er jedoch nicht gewinnen konnte.

### World Wrestling Entertainment (2016–2021)
Am 13. Juni 2016 kündigte die WWE Dorada unter dem Ringnamen Gran Metalik als Teilnehmer am bevorstehenden Cruiserweight Classic Turnier an. Am 23. Juni 2016 unterschrieb er einen Vertrag bei der WWE. Er erreichte das Turnierfinale, verlor dieses jedoch schlussendlich gegen TJ Perkins. Nach dem Turnier begann Gran Metalik in der Cruiserweight Division zu ringen und trat sowohl bei Raw als auch bei 205 Live auf. Am 19. September bestritt Metalik sein erstes Match im Main Roster und nahm zusammen mit Brian Kendrick, Cedric Alexander und Rich Swann an einem Fatal Four Way Match teil, um den neuen Herausforderer für die NXT Cruiserweight Championship zu ermitteln. Dieses konnte er jedoch nicht gewinnen. Am 14. Februar 2017 gab Metalik sein Debüt in der 205 Live Show gegen Drew Gulak.
Anfang 2018 beschloss WWE, die drei maskierten Luchadors von 205 Live – Metalik, Kalisto und Lince Dorado – unter dem Namen Lucha House Party als Team einzusetzen. Ihr erstes Match als Trio fand am 23. Januar 2018 bei 205 Live statt, als sie Ariya Daivari, TJP und Tony Nese besiegten.
In der Raw-Folge vom 12. November 2018 trat die Lucha House Party – zum ersten Mal seit sie von der WWE zusammengestellt wurde – gegen eine Reihe von Teams an, welche nicht Teil der Cruiserweight Division waren. Sie bestritten Matches gegen Bobby Roode und Chad Gable, The B-Team (Bo Dallas und Curtis Axel), Heath Slater und Rhyno, The Ascension (Konnor und Viktor) und The Revival (Dash Wilder und Scott Dawson). Metalik und Dorado nahmen zusammen am World Cup Tag Team Turmoil Match bei dem Crown Jewel PPV 2019 in Saudi-Arabien teil. Das Duo war die erste Mannschaft, die knapp sechs Minuten nach der Eröffnung aus dem Match ausgeschieden war.
Am 11. Oktober 2019 wurde die Lucha House Party im Rahmen des WWE-Draftes 2019 zu SmackDown gedraftet. Im März 2020 wurde die Lucha House Party Teil der WWE SmackDown Tag Team Championship, da sie eines von sechs Teams beim Elimination Chamber PPV war. Ihr Match gewannen sie jedoch nicht.
Am 12. Oktober 2020 wechselte er durch den Draft zu Raw. Am 9. November 2020 gewann er die WWE 24/7 Championship, hierfür besiegte er Erik. Den Titel verlor er jedoch wenige Sekunden später an Lince Dorado. Am 4. November 2021 wurde er von der WWE entlassen.

## Titel und Auszeichnungen
- World Wrestling Entertainment
  - WWE 24/7 Championship (1×)

- New Japan Pro-Wrestling
  - Fantastica Mania Tag Tournament (2015) mit Atlantis

- Consejo Mundial de Lucha Libre
  - CMLL World Super Lightweight Championship (1×)
  - CMLL World Trios Championship (2×) mit La Sombra & La Máscara und Místico & Valiente
  - CMLL World Welterweight Championship (4×)
  - Mexican National Trios Championship (1×) mit Metro und Stuka Jr.
  - NWA World Historic Welterweight Championship (1×)
  - Occidente Welterweight Championship (1×)
  - CMLL Torneo Nacional de Parejas Increibles (2011) mit Atlantis
  - Torneo Corona mit La Sombra
  - CMLL Trio of the Year (2010) mit La Sombra

- Pro Wrestling Illustrated
  - Nummer 130 der Top 500 Wrestler in der PWI 500 in 2018